# Frontios
Frontios es el tercer serial de la 21.ª temporada de la serie británica de ciencia ficción Doctor Who, emitido originalmente en cuatro episodios, dos por semana, del 26 de enero al 3 de febrero de 1984.

## Argumento
La TARDIS aterriza en el lejano futuro, en el planeta Frontios, donde parte de los últimos vestigios de la humanidad luchan por su supervivencia. El planeta es objetivo de ataques por lluvias de meteoritos organizadas por un enemigo desconocido responsable de la desaparición de varios colonos importantes, incluyendo el líder de la colonia, el capitán Revere. Tras ser testigo de como a Revere "se lo tragaba la tierra", el jefe de seguridad Brazen orquesta una tapadera. Para el público, el capitán Revere murió por causas naturales. Tras un funeral de estado, el hijo de Revere, Plantaganet, asume el liderazgo de la colonia. La TARDIS se ve afectada por una lluvia de meteoritos, y se ven arrastrados al planeta por su gravedad. El Quinto Doctor, Tegan Jovanka y Turlough salen de la TARDIS en medio del bombardeo para investigar. A pesar de sus reservas iniciales de no intervención, el Doctor viola la ley principal de los Señores del Tiempo ayudando a los colonos heridos dándoles asistencia médica
Necesitando una mejor luz en las instalaciones médicas, el Doctor envía a Tegan y Turlough a buscar un activador mu-field portátil y cinco globos de descarga de argón de la TARDIS. Sin embargo, una vez que llegan, descubren que la puerta interior del barco está atascada, lo que les impide ir más allá de la sala de la consola. Norna, Tegan y Turlough obtienen una batería de ácido de la sala de investigación para encender las luces. En su camino de regreso, sin embargo, se ven obligados a dejar inconsciente al Warnsman para evitar su captura. Otro bombardeo ocurre y, en ausencia del Warnsman, atrapa a la colonia por sorpresa. Cuando los cielos se despejan, la TARDIS se ha ido, aparentemente destruida; todo lo que queda es el soporte del sombrero del Doctor.
Plantagenet ordena la ejecución del Doctor, pero Turlough intercede, blandiendo el soporte del sombrero TARDIS que los colonos consideran un arma formidable. Plantagenet intenta atacar al Doctor con una palanca, pero sufre un ataque al corazón. The Time Lord logra salvar su vida usando la batería, pero Plantagenet es arrastrado más tarde al suelo por una fuerza misteriosa.

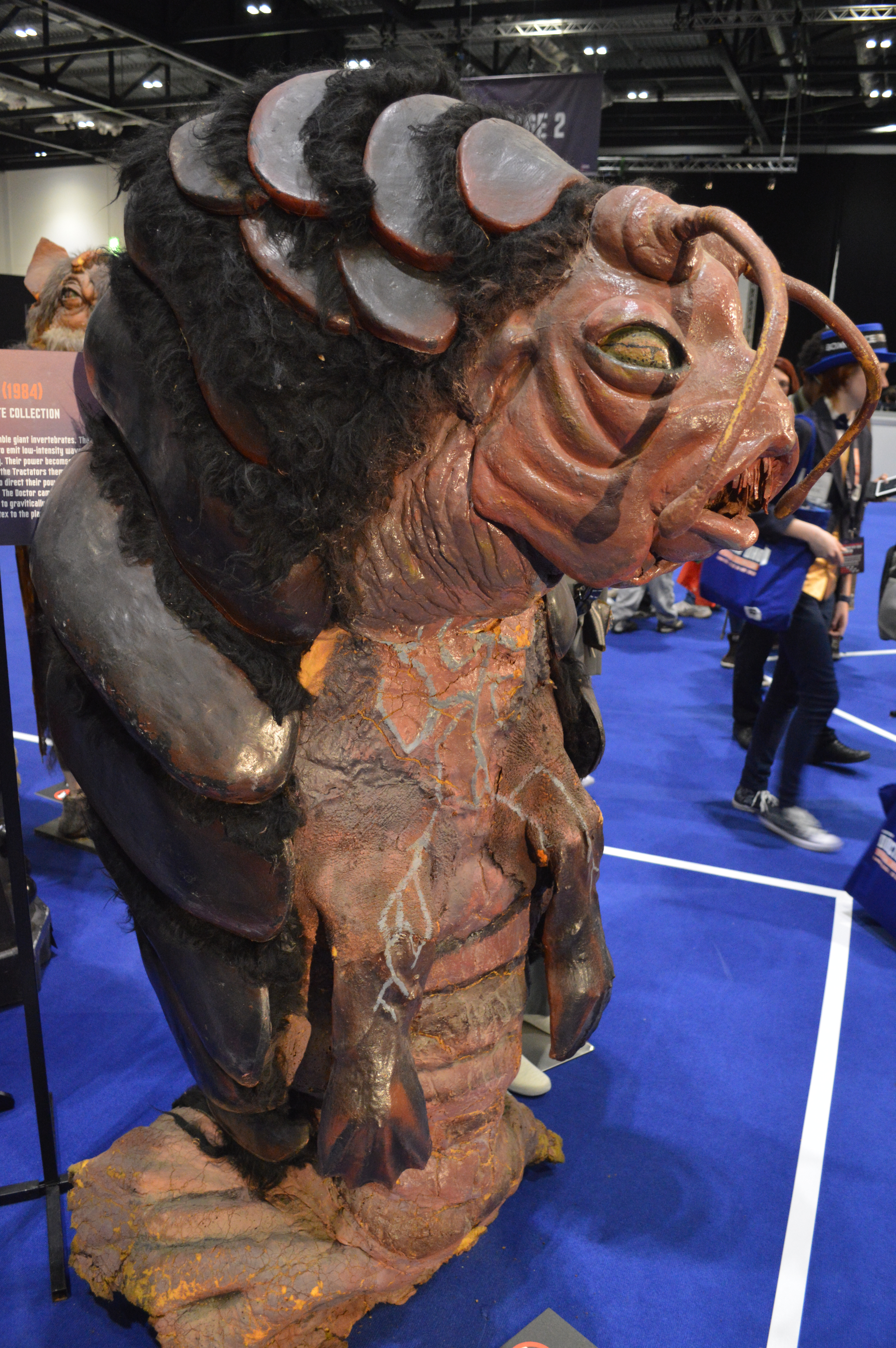
Un tractator

El Doctor, Tegan y Turlough descubren que los culpables son los Gravis y sus Tractators, insectos gigantes con increíbles poderes sobre la gravedad. Turlough sufre brevemente una especie de crisis nerviosa porque los Tractators una vez intentaron invadir su mundo natal hace mucho tiempo; su mente contiene una "memoria racial" profunda y horrible del evento. Los tractadores usaban a los colonos desaparecidos para hacer funcionar sus máquinas mineras. Plantagenet fue secuestrado para reemplazar al Capitán Revere, el actual conductor que ahora tiene muerte cerebral. El Gravis tiene la intención de transformar Frontios en una enorme nave espacial. Una vez que tenga éxito, podrá propagar el terror de los Tractadores a través de la galaxia. El Doctor, Turlough, Brazen y sus guardias rescatan a Plantagenet al noquear al Gravis. Sin embargo, Brazen es atrapado por una de las máquinas mineras y es asesinado mientras los otros escapan.
Tegan vagabundea por los túneles y se encuentra con pedazos de las paredes internas de la TARDIS. Ella es perseguida por el Gravis, que ahora ha recuperado la conciencia, y dos de sus Tractators. Inadvertidamente se encuentra con una de las puertas interiores de la TARDIS y la abre para encontrarse en la sala de consolas TARDIS, que tiene partes de paredes de roca mezcladas con sus paredes normales. También encuentra que el Doctor, Turlough y Plantagenet se congregaron alrededor de la consola. El Doctor introduce al Gravis y luego lo engaña para que vuelva a armar la TARDIS usando su poder sobre la gravedad. El Gravis tira de la TARDIS de vuelta a su dimensión normal. Una vez que está completamente ensamblado, el Gravis está efectivamente desconectado de sus compañeros Tractators, que vuelven a un estado inofensivo.
El Doctor y Tegan depositan al ahora dormido Gravis en el planeta deshabitado de Kolkokron. Al regresar a Frontios, el Doctor le da a Plantagenet el sombrero como una ficha de despedida y le pide que no se le mencione a nadie su participación en el asunto, especialmente a los Señores del Tiempo. Una vez que la TARDIS ha dejado Frontios, sus motores comienzan a hacer un ruido preocupante. El Doctor parece estar indefenso ya que la nave está siendo arrastrada hacia el centro del universo.

### Continuidad
Aquí se produce un fallo de continuidad en la serie, ya que el acompañante Kamelion no está cuando la TARDIS es destruida (y no se hace ninguna referencia a Kamelion de ningún tipo). Los autores de The Discontinuity Guide teorizan con que esté disfrazado como el perchero.

## Producción
| Episodio          | Fecha de emisión     | Duración | Espectadores en millones | Estado en el archivo  |
| ----------------- | -------------------- | -------- | ------------------------ | --------------------- |
| Episodio 1        | 26 de enero de 1984  | 24:39    | 8,0                      | Cinta original en PAL |
| Episodio 2        | 27 de enero de 1984  | 24:35    | 5,8                      | Cinta original en PAL |
| Episodio 3        | 2 de febrero de 1984 | 24:30    | 7,8                      | Cinta original en PAL |
| Episodio 4        | 3 de febrero de 1984 | 24:26    | 5,6                      | Cinta original en PAL |
| [ 2 ] [ 3 ] [ 4 ] |                      |          |                          |                       |

El editor de guiones Eric Saward contactó con el escritor Christopher H. Bidmead en julio de 1982 con vistas a escribir un guion. Su título original era The Wanderers (Los errantes). Los guiones se encargaron oficialmente el 26 de noviembre de 1982 bajo el título Frontious. Los guiones se enviaron el 16 de febrero de 1983 y se aceptaron tres semanas más tarde con algunas reescrituras. El director era Ron Jones, que había dirigido tres historias del Quinto Doctor anteriormente. El diseñador asignado al serial, Barrie Dobbins, murió antes de iniciarse la producción (se suicidó, como se reveló después) y le sustituyó David Buckingham. Comenzó en la producción el 8 de julio de 1983, sólo seis semanas antes de iniciarse la grabación. Poco después, la producción sufrió otro shock cuando el actor Peter Arne, que había sido contratado pra interpretar al Sr Range, fue asesinado el 1 de agosto de 1983, sólo unas pocas horas después de asistir en la BBC a una prueba de vestuario para su personaje. Su asesinato recibió una amplia cobertura en los medios británicos al día siguiente, mencionándose su truncada futura aparición en Doctor Who. Le reemplazó William Lucas.
Bidmead recibió las instrucciones de incluir un monstruo en el guion, algo que no le gustaba, ya que pensaba que los monstruos de Doctor Who tenían pinta de "bajo presupuesto" y tenían un diálogo limitado. Sus dos historias anteriores, Logopolis y Castrovalva, no tenían ningún monstruo. Los Tractators se inspiraron en la cochinillas que habían infestado su piso. Se contrató a bailarines para llevar el vestuario de Tractators con la idea de que se enroscaran y retorcieran sus cuerpos en línea con la idea de las cochinillas, pero el vestuario era demasiado rígido para ello. Contrataron a los bailarines desde los Pineapple Sudios. Poco después de la emisión de la historia, Saward contrató a Bidmead para escribir en la temporada 23 una secuela en la que aparecieran los Tractators y El Amo, pero esa historia se abandonó cuando se canceló esa temporada. Así, Frontios sería la última historia de Bidmead para Doctor Who.